# Takenouchi-Mission

Die Gesandtschaft im Berliner Schloss

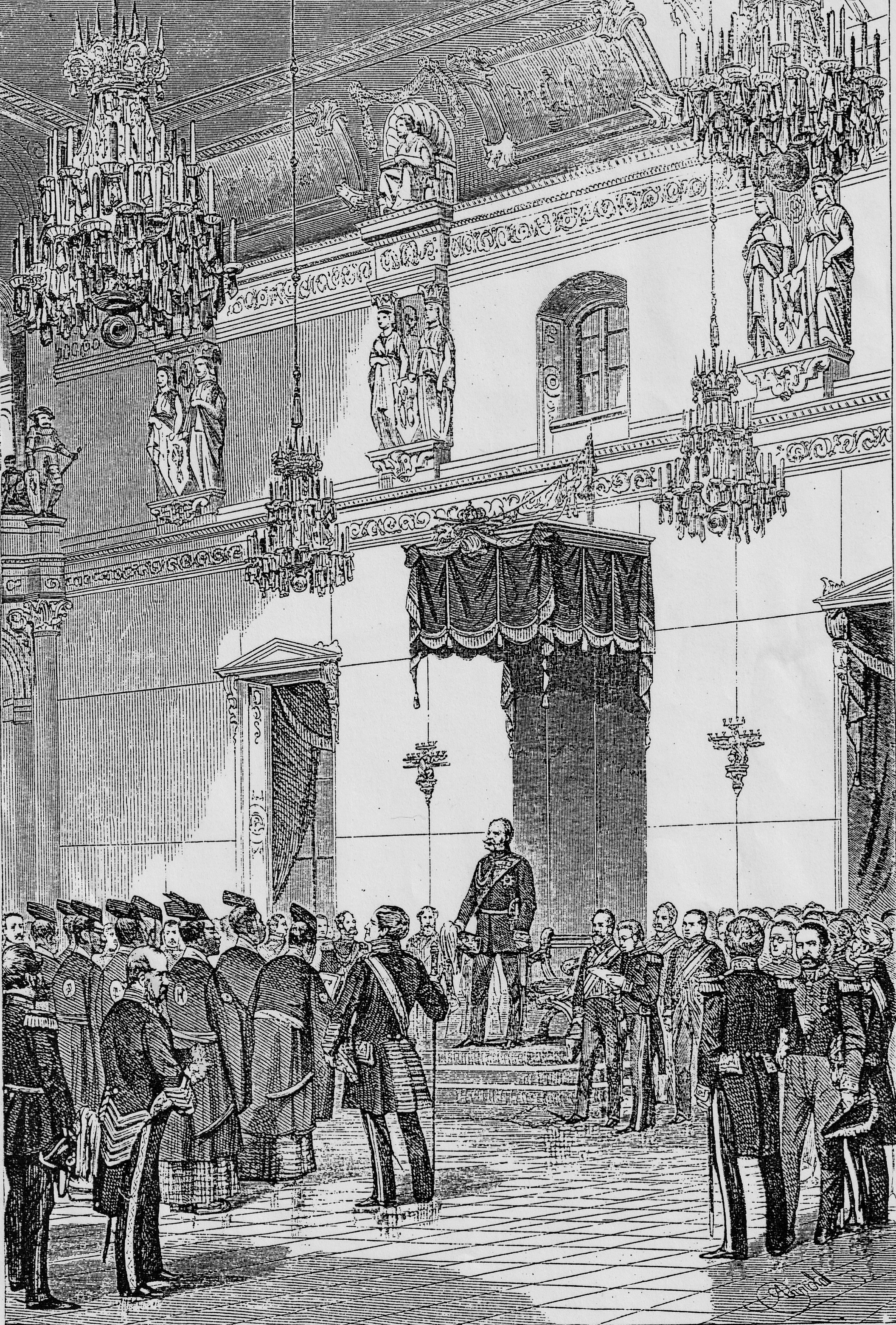
Die Gesandtschaft im Schloss

Die Takenouchi-Mission (japanisch 文久遣欧使節, Bunkyū ken-Ō shisetsu) wurde 1862 vom japanischen Shogunat nach Europa entsandt. Benannt ist sie nach dem formalen Leiter der Mission Takenouchi Yasunori (1807–1867), Gouverneur der Provinz Shimotsuke (heute Präfektur Tochigi). Unter ihm wirkte Shibata Takenaka (柴田 剛中; 1823–1877) als eigentlicher Leiter. Die Mission umfasste 40 Personen, unter denen sich auch Fukuzawa Yukichi als einer der beiden Dolmetscher befand.

## Anreise
Die Mission verließ den Hafen von Shinagawa (bei Tōkyō) am 23. Januar 1862 auf dem englischen Kriegsschiff „Odin“, das sie bis nach Valletta auf Malta brachte. Am 4. März bestiegen sie dort den englischen Dampfer „Himalaya“ und erreichten Frankreich in Marseille.

## Frankreich, England und die Niederlande
Am 5. April erreichte die Gesandtschaft Lyon und am 7. April Paris, wo sie im „Hotel de Louvre“ übernachtete. Der französische Außenminister empfing die Delegation am 9. April und Kaiser Napoleon III. mit seiner Gattin am 13., wobei dieser Empfang durch eine militärische Parade eingeleitet wurde. Die Gesandtschaft besuchte das Artillerie-Museum, fühlte sich in Paris wohl und trat nur ungern die Weiterreise an.
Nach einem Aufenthalt von 26 Tagen setzte die Gesandtschaft am 29. April ihre Reise fort, überquerte den Ärmelkanal an Bord des Staatsschiffes „Corse“ und erreichte England. In London wurde am 30. April am „Claridge’s Hotel“ die japanische Fahne aufgezogen. Außenminister Earl Russel besuchte die Gesandtschaft am 2. Mai, am Tag darauf nahm die Gesandtschaft an der Eröffnung der Weltausstellung teil. Während ihres 43-tägigen Aufenthaltes besichtigte die Gesandtschaft das Parlamentsgebäude, den Zoologischen Garten, militärische, wirtschaftliche, technische und medizinische Einrichtungen.
Das niederländische Kriegsschiff „Arturo“ brachte die Gesandtschaft am 14. Juni nach Rotterdam, wo sie von der Bevölkerung freundlich begrüßt wurde. Sie reiste dann weiter nach Den Haag. Am 1. Juli empfing König Wilhelm III. die Gesandtschaft und gab ihr am 7. Juli ein Diner. In den Verhandlungen drängten die Niederländer, wie bereits die Engländer, auf baldige Öffnung einiger Häfen in Japan. Nach einem Aufenthalt von 34 Tagen reiste die Gesandtschaft, enttäuscht von der unerwartet unfreundlichen Behandlung, weiter nach Deutschland.

## Deutschland
Von den Niederlanden reiste die Gesandtschaft nach Deutschland. Im Jahr zuvor hatte in Edo Graf Friedrich zu Eulenburg als Ergebnis der Preußischen Ostasienexpedition einen Freundschafts- und Handelsvertrag zwischen Japan und Preußen schließen können, so dass es jetzt zum ersten Gegenbesuch kam. Zum Empfang der Gesandtschaft in Köln am 17. Juli reiste eine Reihe von Persönlichkeiten aus Berlin bereits am 13. Juli an.
Am 18. Juli traf die Delegation abends in Berlin ein, wo sie auf dem Potsdamer Bahnhof offiziell empfangen wurde. Untergebracht wurde sie im „Hotel de Brandenbourg“, wo Graf Eulenburg bereits von Holland aus Zimmer reserviert hatte. König Wilhelm I. reiste am 21. Juli von Babelsberg nach Berlin, und vor dem Thron stehend empfing er die Delegation im Weißen Saal des Berliner Schlosses. Nach dem Empfang im Schloss begab sich die Gesandtschaft in das königliche Palais, wo sie von Königin Augusta empfangen wurde.
In den nächsten Tagen wurden Fabriken und Militärwerkstätten besucht, jedoch keine militärischen Einrichtungen besichtigt. Die Gesandtschaft nahm an einer Sitzung des Abgeordnetenhauses teil. Es wurden auch Gesandte anderer Staaten in Berlin besucht, aber nur die, mit denen Japan Verträge abgeschlossen hatte. Die Bevölkerung zeigte großes Interesse an den in einheimischer Tracht gekleideten Japanern.
Die Hansestädte nutzten die Anwesenheit der japanischen Gesandtschaft in Berlin, um ihrem Wunsch, in den mit Preußen abgeschlossenen Vertrag aufgenommen zu werden, Nachdruck zu verleihen. Die Gesandtschaft selbst sah sich dazu nicht in der Lage und auch andere Versuche schlugen fehl. So konnte auch nicht durchgesetzt werden, dass der Deutsche Louis Kniffler, Eigentümer der Firma L. Kniffler & Co., Nagasaki, eine Vertretung übernahm, die von japanischer Seite anerkannt wurde.

## Russland
Nach nur 17 Tagen in Deutschland reiste die Gesandtschaft am 5. August weiter nach Russland, wo sie am 9. August in St. Petersburg eintraf. Am 14. August empfing sie Zar Alexander III. im Thronsaal des Winterpalastes und betonte die freundlichen Beziehungen der beiden im Fernen Osten aneinander stoßenden Länder. Allerdings wollte 1861 das Russische Reich die strategisch wichtige Insel Tsushima annektieren, ein Vorhaben, was sie aber nach Protest der britischen Regierung unterließ.

## Rückreise
Nach einem Aufenthalt in Russland von gut einem Monat reiste die Delegation wieder nach Deutschland und traf am 19. September in Berlin ein. Sie reiste – diesmal unbeachtet – nach zwei Tagen weiter. Die Reise führte weiter über Frankreich und Spanien nach Portugal. Am 24. November schiffte sie sich in Suez auf dem französischen Transportschiff „L’Européen“ ein. Das Schiff erreichte Ceylon am 17. Dezember und Singapur Anfang Januar 1863. Japan wurde Ende Januar erreicht.

## Nachbemerkung
Fukuzawa publizierte nach der Rückkehr 1867 unter dem Titel „Verhältnisse im Westen“ (西洋事情, Seiyō Jijō) seine Erfahrungen auf der Europa- und der vorangegangenen USA-Reise von 1860. Wohl aus Zeitmangel verzichtete er darauf, das geplante Kapitel zu Preußen auszuführen.

## Bilder

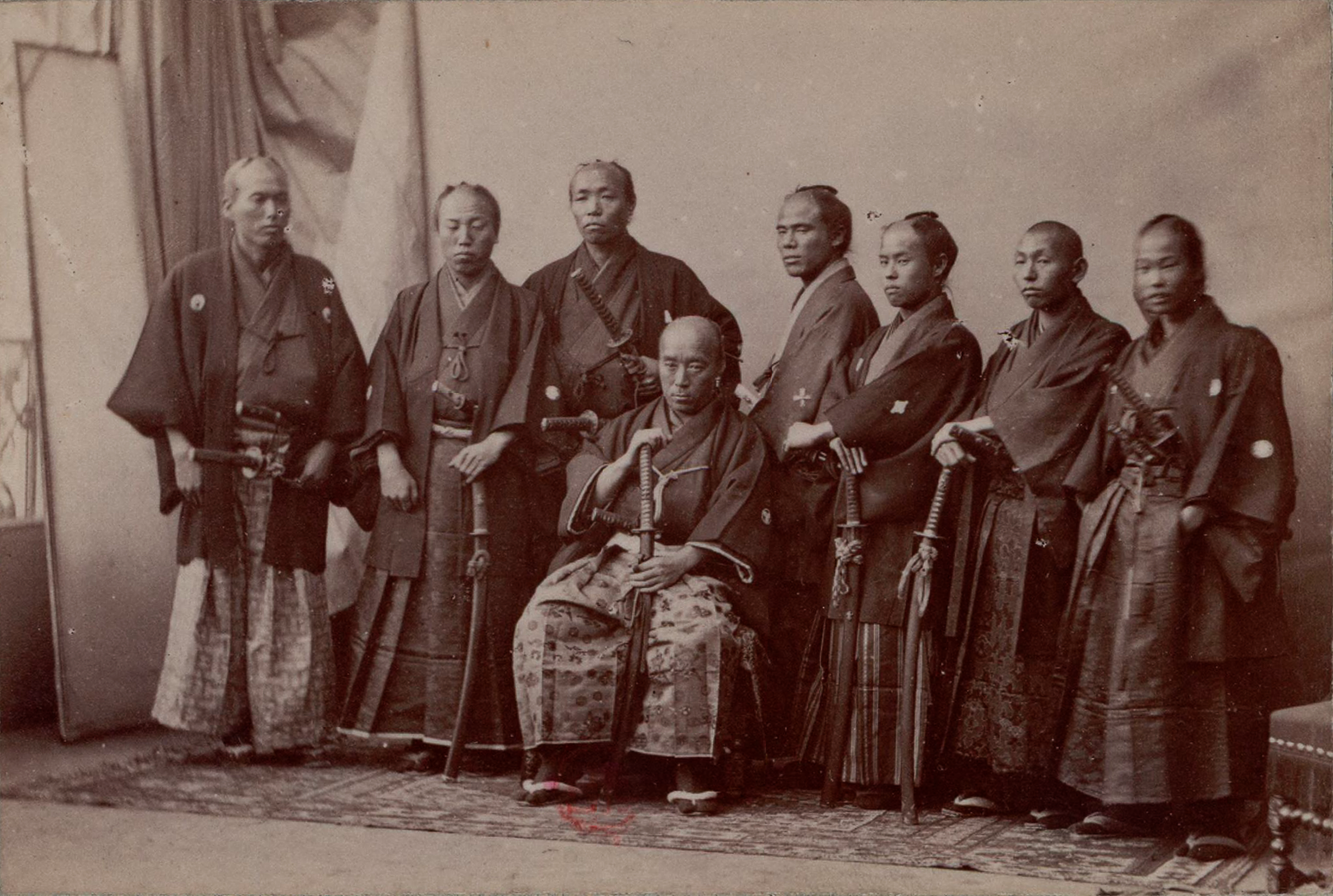
Mitglieder der Mission[A 1]
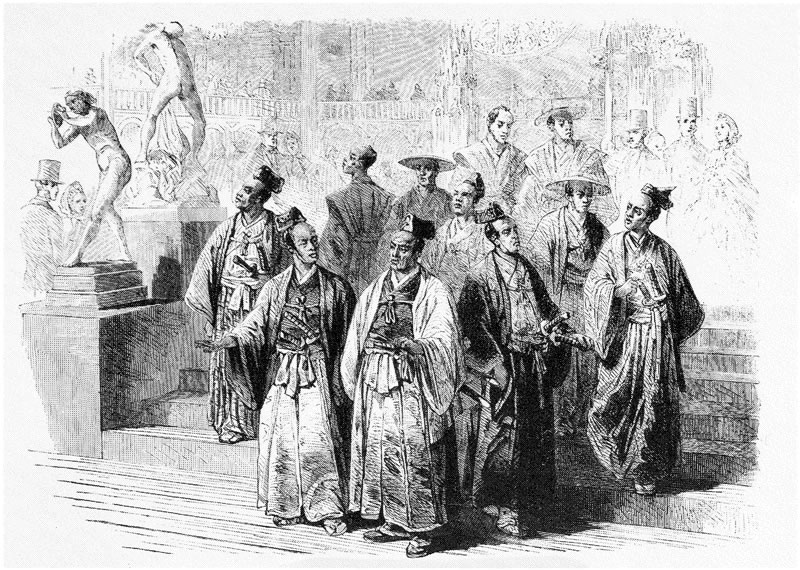
Besuch der Weltausstellung London[A 2]
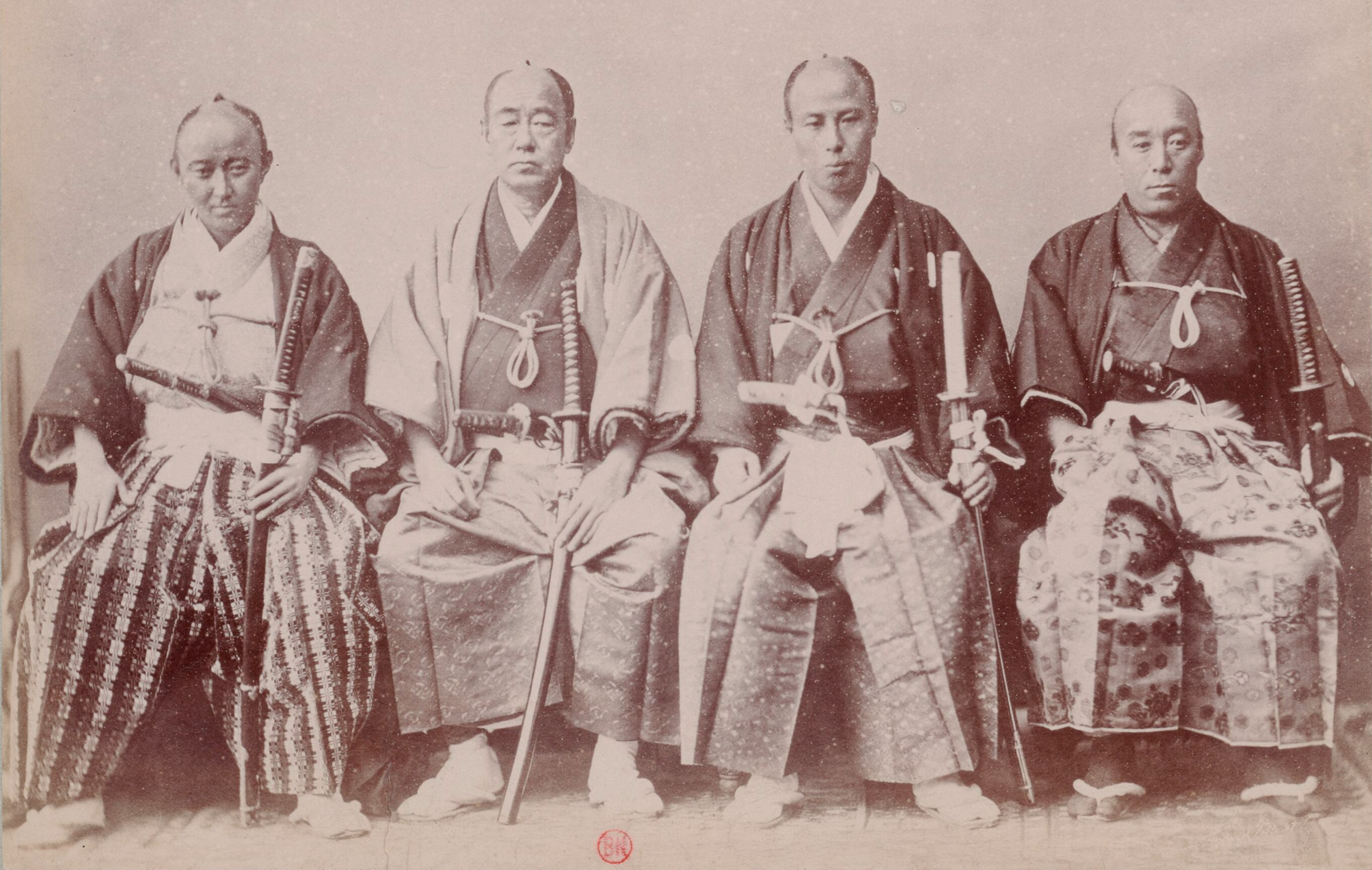
Höhere Mitglieder der Mission.
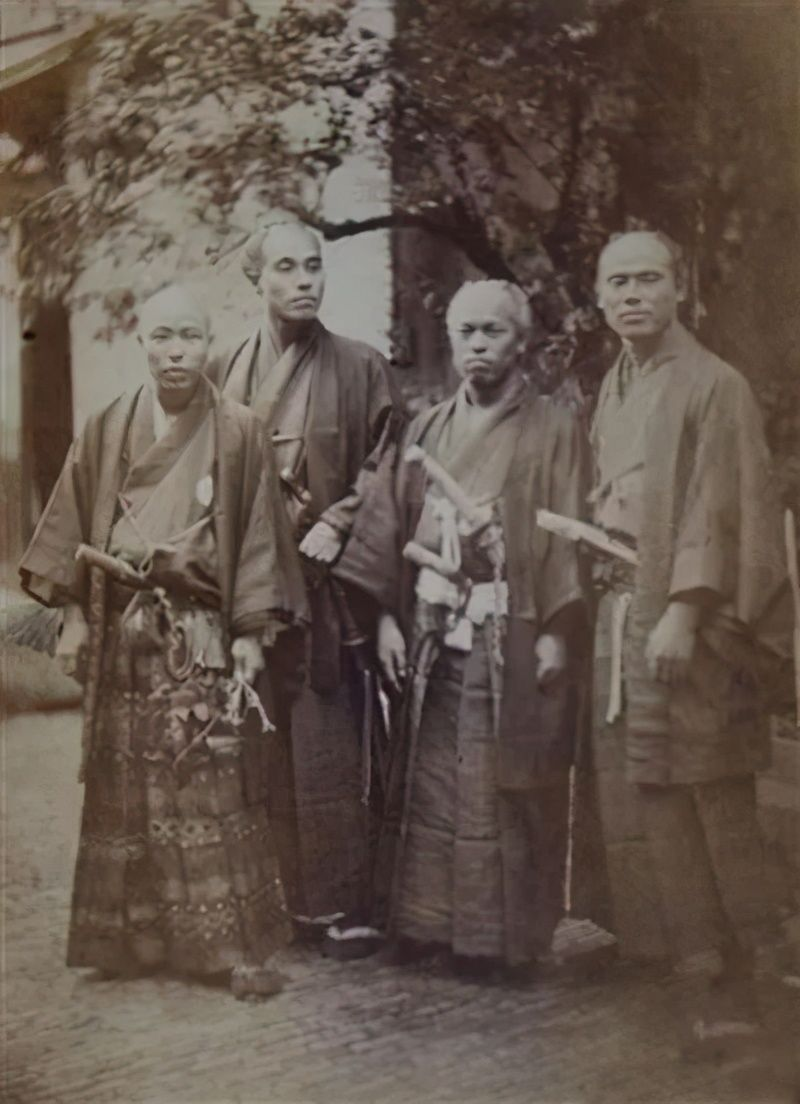
In Utrecht[A 3]

1. ↑  Mitglieder der ersten Gesandtschaft 1862 nach Europa. Sitzend in der Mitte Shibata Takenaka.
2. ↑  Aus den Illustrated London News.
3. ↑  Fukuzawa Yukichi ist zweiter von links.